# Hydrocanthus pallisteri
Hydrocanthus pallisteri är en skalbaggsart som beskrevs av Young 1985. Hydrocanthus pallisteri ingår i släktet Hydrocanthus och familjen grävdykare. Inga underarter finns listade i Catalogue of Life.